# 1992年全豪オープン
1992年 全豪オープン（1992ねんぜんごうオープン、Australian Open 1992）は、オーストラリア・メルボルンにある「メルボルン・パーク・ナショナルテニスセンター」にて、1992年1月13日から26日にかけて開催された。

## シード選手

### 男子シングルス
1. ステファン・エドベリ （準優勝）
2. ジム・クーリエ （初優勝）
3. ボリス・ベッカー （3回戦）
4. ミヒャエル・シュティヒ （ベスト8）
5. イワン・レンドル （ベスト8）
6. （試合開始前に棄権）
7. ギー・フォルジェ （2回戦）
8. カレル・ノバチェク （2回戦）
9. ペトル・コルダ （1回戦）
10. ゴラン・イワニセビッチ （2回戦）
11. マグナス・グスタフソン （2回戦）
12. デリック・ロスターニョ （2回戦）
13. エミリオ・サンチェス （4回戦）
14. マイケル・チャン （3回戦）
15. デビッド・ウィートン （4回戦）
16. ゴラン・プルピッチ （2回戦）

### 女子シングルス
1. モニカ・セレシュ （優勝、大会2連覇）
2. シュテフィ・グラフ （試合開始前に棄権）
3. ガブリエラ・サバティーニ （ベスト4）
4. アランチャ・サンチェス・ビカリオ （ベスト4）
5. ジェニファー・カプリアティ （ベスト8）
6. ヤナ・ノボトナ （4回戦）
7. メアリー・ジョー・フェルナンデス （準優勝）
8. コンチタ・マルチネス （4回戦）
9. マニュエラ・マレーバ・フラニエール （ベスト8）
10. カテリナ・マレーバ （4回戦）
11. ジーナ・ガリソン （4回戦）
12. アンケ・フーバー （ベスト8）
13. レイラ・メスヒ （4回戦）
14. ジュディス・ヴィースナー （2回戦）
15. ヘレナ・スコバ （3回戦）
16. サビーネ・アペルマンス （1回戦）

## 大会経過

### 男子シングルス
準々決勝
- ステファン・エドベリ vs.  イワン・レンドル 4-6, 7-5, 6-1, 6-7, 6-1
- ウェイン・フェレイラ vs.  ジョン・マッケンロー 6-4, 6-4, 6-4
- リカルド・クライチェク vs.  ミヒャエル・シュティヒ 5-7, 7-6, 6-7, 6-4, 6-4
- ジム・クーリエ vs.  アモス・マンスドルフ 6-3, 6-2, 6-2

準決勝
- ステファン・エドベリ vs.  ウェイン・フェレイラ 7-6, 6-1, 6-2
- ジム・クーリエ vs.  リカルド・クライチェク （不戦勝）

### 女子シングルス
準々決勝
- モニカ・セレシュ vs.  アンケ・フーバー 7-5, 6-3
- アランチャ・サンチェス・ビカリオ vs.  マニュエラ・マレーバ・フラニエール （不戦勝）
- ガブリエラ・サバティーニ vs.  ジェニファー・カプリアティ 6-4, 7-6
- メアリー・ジョー・フェルナンデス vs.  エミー・フレージャー 6-4, 7-6

準決勝
- モニカ・セレシュ vs.  アランチャ・サンチェス・ビカリオ 6-2, 6-2
- メアリー・ジョー・フェルナンデス vs.  ガブリエラ・サバティーニ 6-1, 6-4

## 決勝戦の結果
- 男子シングルス： ジム・クーリエ vs.  ステファン・エドベリ 6-3, 3-6, 6-4, 6-2
- 女子シングルス： モニカ・セレシュ vs.  メアリー・ジョー・フェルナンデス 6-2, 6-3
- 男子ダブルス： マーク・ウッドフォード& トッド・ウッドブリッジ vs.  リック・リーチ& ケリー・ジョーンズ 6-4, 6-3, 6-4
- 女子ダブルス： アランチャ・サンチェス・ビカリオ& ヘレナ・スコバ vs.  メアリー・ジョー・フェルナンデス& ジーナ・ガリソン 6-4, 7-6
- 混合ダブルス： マーク・ウッドフォード& ニコル・プロビス vs.  トッド・ウッドブリッジ& アランチャ・サンチェス・ビカリオ 6-3, 4-6, 11-9